# Charghare
Charghare (en népalais : चारघरे) est un comité de développement villageois du Népal situé dans le district de Nuwakot. Au recensement de 2011, il comptait 5 419 habitants.